# Douchy, Aisne

Douchy este o comună în departamentul Ain, Franța. În 1 ianuarie 2022 avea o populație de 159 de locuitori.